# 陳觀光 (清朝)
陳觀光（？—？），字賓五，號梅亭，江蘇江浦（今南京市浦口區）人，清朝政治人物，進士出身。

## 生平
乾隆三十四年（1769年）登己丑科進士。選翰林院庶吉士，散館改主事， 官至禮部郎中。